# Hylaeus saltensis
Hylaeus saltensis är en biart som först beskrevs av Heinrich Friese 1908.  Hylaeus saltensis ingår i släktet citronbin, och familjen korttungebin. Inga underarter finns listade i Catalogue of Life.